# GET BACK (近藤真彦のアルバム)
『GET BACK』（ゲット バック）は、近藤真彦の18枚目のオリジナル・アルバム。1997年7月1日にリリースされた。発売元はSony Records。

## 概要
前作『北街角』から実に3年7か月ぶりのオリジナル・アルバム。先行シングル「ミッドナイト・シャッフル」「愛はひとつ」を収録。朋友の野村義男が1曲、作詞・作曲している。近藤がジャニーズ事務所在籍時の最後のオリジナル・アルバムである。

## 収録曲
作詞：沢ちひろ，作曲：ジョー・リノイエ，編曲：ジョー・リノイエ・鈴川真樹（特記以外）
1. BREATHLESS[4:24]
  - 1996年のオリジナル曲
2. 愛はひとつ[4:47]
  - 作詞：山崎民士
3. MOVIN' OUT[4:39]
  - 1996年のオリジナル曲
4. いいことあるさ[4:40]
  - 作曲：井上慎二郎
5. GET IT ROCK[4:24]
  - 作曲：妹尾研祐　編曲：野村義男
6. BACK TO HOME[3:54]
  - 作詞・作曲：小池雄治　編曲：小西貴雄
7. ミッドナイト・シャッフル[4:41]
8. 君のためにサヨナラ[3:29]
  - 作詞・作曲・編曲：野村義男
9. TRUTH[3:56]
  - 作曲・編曲：土橋安騎夫
  - 42ndシングル「ミッドナイト・シャッフル」カップリング
10. LOVE[4:54]
  - 作曲：本間昭光　編曲：小野澤篤
  - 43rdシングル「愛はひとつ」カップリング